# Лужянка
Лужянка (словац. Lužianka) — річка в Словаччині, права притока Грону, протікає в окрузі Левиці.
Довжина — 25.1 км.
Витік знаходиться в масиві Подунайські пагорби на висоті 180 метрів біля села Долни П'ял. Впадає річка Малянка.
Впадає у Грон біля села Гроновце на висоті 124 метрів.